# Parco nazionale di Hot Springs
Il parco nazionale di Hot Springs è un parco nazionale dello Stato dell'Arkansas, negli Stati Uniti d'America. Protegge delle importanti sorgenti calde e una stazione termale storica. La superficie del parco, istituito nel 1921, è di 22 chilometri quadrati, che lo rende il secondo più piccolo del paese, dopo quello del Gateway Arch.